# USS Threadfin (SS-410)
L'USS Threadfin (SS-410) est un sous-marin de la classe Balao construit pour l'United States Navy pendant la Seconde Guerre mondiale.
Construit au chantier naval de Portsmouth, à Kittery dans le Maine, sa quille est posée le 18 mars 1944, il est lancé le 26 juin 1944, parrainé par Mme Frank G. Fox, et mis en service le 30 août 1944, sous le commandement du commander John J. Foote.

## Historique

### Seconde Guerre mondiale

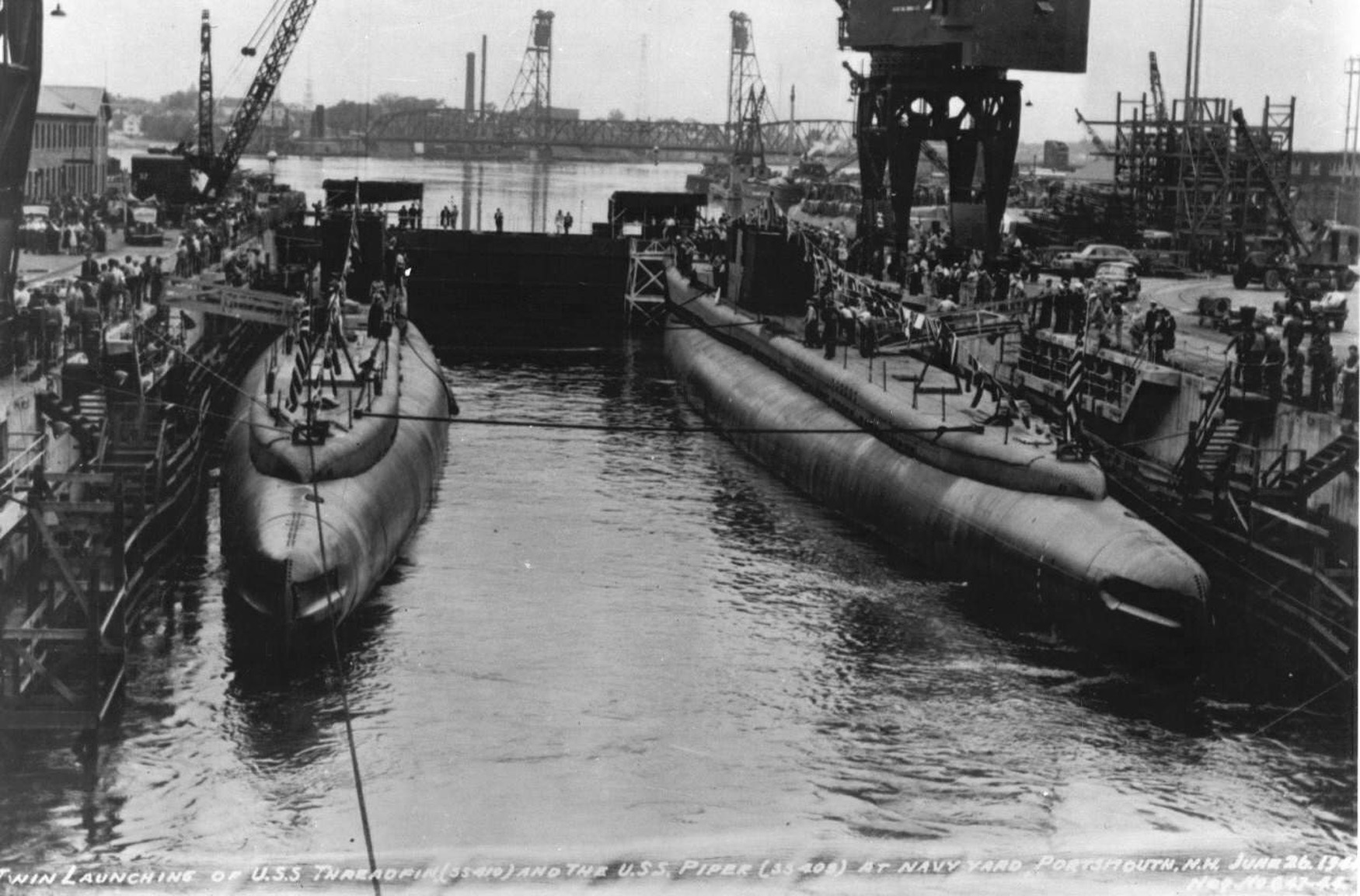
L' et l'USS Threadfin lors de leurs lancements au chantier de Portsmouth en juin 1944.

Le Threadfin a accompli un total de trois patrouilles de guerre, pour lesquelles il a reçu trois étoiles de bataille pour son service. Au cours de sa première patrouille de guerre, il a été affecté dans les eaux au sud de Kyūshū, où il passe 30 de ses 54 jours en mer. Il a rencontré de nombreux avions, patrouilleurs et navires de pêche ennemis, mais seulement six cibles furent l'objet d'un tire de torpille.
Au cours de sa deuxième patrouille, le Threadfin a rejoint un groupe d'attaque coordonné comprenant les USS Sea Dog et USS Trigger. Peu de temps après, le Threadfin a été réaffecté à un autre groupe, en rejoignant les USS Hackleback et USS Silversides près du détroit de Bungo, qui était la principale entrée de la mer intérieure de Seto. Leur mission principale était la surveillance pour prévenir les forces américaine en cas de raid non détecté du reste de la flotte japonaise pendant l'assaut allié sur Okinawa. Pendant cette patrouille, le Threadfin a pu repérer une force opérationnelle ennemie entourant le super cuirassé japonais, le Yamato. Ses appels radio et ses avertissements au quartier général de la cinquième flotte ont permis aux avions de la Force opérationnelle 58 de tendre une embuscade et de détruire les navires ennemis, connue sous le nom d'opération Ten-Gō.
Le Threadfin a également joué un rôle majeur dans le sauvetage de divers survivants lors de ses patrouilles de guerre. Sa troisième patrouille s'est conclue par une attaque coordonnée aux côtés de l'USS Sea Robin, au cours de laquelle les deux sous-marins ont coulé quatre navires marchands et un patrouilleur près du détroit de Tsushima.

### Après-guerre
Après la guerre, le Threadfin a rejoint la Flotte de l'Atlantique, où il a notamment servi de navire-école pour les officiers et les hommes inscrits à la Submarine School. Le submersible a été déclassé peu de temps après en vue d'une conversion prolongée au chantier naval de Portsmouth. Il a été remis en service à la suite de sa conversion au Greater Underwater Propulsion Power Program, et affecté à la Submarine Squadron 4. Au cours des 19 dernières années de sa carrière, le Threadfin a principalement opéré dans des croisières d'entraînement d'été pour l'US Naval Academy et le NROTC. Il a également pris part à la quarantaine de Cuba pendant la crise des missiles cubains.
Le Threadfin a finalement été mis hors service le 18 août 1972 et prêté à la marine turque. Ceux-ci le rebaptisent TCG 1. İnönü (S346). Le 1er août 1973, son nom a été rayé du registre américain des navires de guerre, en vue d'une vente définitive à la Turquie. Le navire fut déclassé définitivement en août 1998.